# Kaaren Lee Brown
Kaaren Lee Brown (New York, ...) è una sceneggiatrice e produttrice televisiva statunitense, nota soprattutto come autrice della serie televisiva d'animazione Roswell Conspiracies, in collaborazione con la Epoch Ink Animation.
Nel corso della sua carriera ha lavorato quasi esclusivamente per BKN e Fox Kids, ed è stata sceneggiatrice di Action Man, Mary-Kate and Ashley in Action, Horseland, Dino Squad,  Popples, la serie animata di Michel Vaillant e quella di Double Dragon. Tra il 2017 ed il 2021 è stata sceneggiatrice e produttrice della serie animata per Netflix Super Mostri.

## Filmografia

### Sceneggiatrice
- Roswell Conspiracies (1999-2000
- Action Man (2000-2001)
- Mary-Kate and Ashley in Action (2001-2002)
- Horseland (2006-2008)
- Dino Squad (2007-2008)
- Super Mostri (Super Monsters) (2017-2021)